# Rhodostrophia coacta
Rhodostrophia coacta là một loài bướm đêm trong họ Geometridae.